# FAB-5000NG
FAB-5000NG(러시아어: ФАБ-5000НГ)은 독소전쟁 시기 소련이 개발한 광역 지표파괴용 단일탄두 폭탄이다. 소련의 화학 기술자 니손 겔페린이 개발하였으며 이름 뒤에 붙은 NG(НГ)는 그의 이니셜이다. 약 5,000kg의 무게를 가지고 있었으며 동부전선에서 소련이 사용한 폭탄들 중 가장 강력한 폭탄이었다.

## 개발사
1942년 소련 국가방위위원회는 중형 폭탄 여러 발들을 투하하지 않고 산업과 군대 시설, 조차장과 요새들을 타격할 수 있는 방법을 찾고 있었다. 투폴레프 TB-3 폭격기를 개조한 무인 비행 폭탄이 첫 번째 방법으로 고안되었으나 실험 비행은 성공적이지 못했다. 이후 소련 공군 군수부는 화학 기술자 니손 겔페린에게 당시 소련이 보유하던 가장 무거운 폭격기인 페틀랴코프 Pe-8 폭격기에 탑재할 수 있는 5톤 폭탄을 개발할 것을 요구했고 겔페린은 1942년 무쇠와 알루미늄을 사용하여 FAB-5000을 만들었다.
겔페린은 무쇠와 알루미늄 사용량을 줄이기 위해 얇은 금속판으로 폭탄을 제작했고 폭탄에 사용된 금속판은 전체 폭탄 무게의 35%를 차지했다. FAB-5000 최종형에는 폭발을 여러 방향으로 분산시켜 타격 목표에 대한 파괴력을 증가시키기 위해 6개의 접촉 측면 신관이 부착되어 있었고 탄두에는 3,200kg의 트라이나이트로톨루엔, 트리메틸렌트리니트로아민, 알루미늄 분말을 섞은 폭약이 탑재되었다. 해당 폭탄을 장착하기 위해 폭격기 탑재함의 문은 폭탄이 장착된 후에도 절반 정도 열려 있어야 했다.
두 개의 FAB-5000 폭탄이 각각 고도 4,000m와 3,300m에서 투하되는 첫 번째 실험이 진행되었고 실험은 성공적이라는 평가를 받았다. 4.000m에서 떨어진 첫 번째 폭탄은 개활지에 떨어져 지름 6m, 깊이 3m의 분화구를 남겼고 반경 150m 내에 있는 풀들이 모두 불에 탔다. 두 번째 폭탄은 숲에 떨어졌고 지름 8m, 깊이 3m의 분화구를 남겼다. 반경 70m 안에 있는 150mm에서 500mm의 지름을 가진 나무 600여 그루가 파괴되었고(150mm보다 얇은 나무는 집계되지 않았다.) 반경 135m 안의 나무 30%도 폭발로 인해 파괴되었다. 이후 두 번째 실험에서는 최대 지름 20m, 깊이 9m의 분화구가 만들어졌다.
실험을 통과한 FAB-5000은 공장에서 생산되기 시작했고 1943년 2월 15일 첫 번째 실전용 폭탄이 제조되었다. 1943년에 98대의 폭탄들이 제조되었고 이 폭탄들은 소련 공군에 인도되어 전쟁이 종결될 때까지 사용되었다.

## 실전
FAB-5000은 1943년 4월 28일 밤 쾨니히스베르크의 해안 요새를 공격하는 과정에서 처음으로 실전에 사용되었고 당시 고도 5,800m에서 폭탄을 투하한 페틀랴코프 Pe-8 폭격기는 폭발의 충격파에 흔들렸다. 1943년 6월 4일과 7월 3일 각각 폭탄 1발과 폭탄 2발이 오룔에 있는 독일군 철도와 연료 저장소에 떨어졌고 7월 12일 진격하는 독일군에 폭탄 2발이 투하되었다. 1주일 뒤 7월 19일 쿠르스크 전투 도중 2대의 Pe-8 폭격기가 오룔 인근 철도에 폭탄 2발을 투하해 철로 100m 구간이 완파되고 수십 대의 독일군 궤도차와 차량들이 파괴되었다. 이후 FAB-5000은 아군 사격 피해를 줄 수 있다고 판단되어 잠시 사용되지 않았다.
소련의 문헌들은 1943년 5월 26일 벨로루시 소비에트 사회주의 공화국 모길료프에 있는 벨라루스 보조 경찰과 게슈타포가 점령한 건물 2채가 FAB-5000으로 인해 파괴되었으며 1944년 2월 7일 1944년 헬싱키 폭격 당시 헬싱키에 있는 철도 작업장과 케이블 공장이 FAB-5000 2발로 인해 파괴되었고 며칠 후 폭탄 2발이 헬싱키에 추가로 투하되었다고 기록하고 있다.
전쟁기에 마지막으로 사용된 FAB-5000은 1944년 3월 9일 소련의 카메네츠-포돌스키 공세 중 우크라이나 소비에트 사회주의 공화국 브라일로프에 있는 기차역에 투하되었고 폭발로 인해 며칠 동안 모든 철도 교통이 중단되었다.

## 같이 보기
- GBU-43 공중폭발 대형폭탄